# Língua maitili
Maitili (मैथिली মৈথিলী Maithilī) é uma lingua falada no nordeste da Índia, principalmente no estado de Bihar, e no leste da região Terai no Nepal.

## Nome
A palavra maitili vem de Mithila, um estado independente na antiga Índia, que era um importante local da mitologia hindu sendo considerada como o local do nascimento da deusa Sita (também chamada Maitili), esposa de Rama e filha do rei Janaca. 

## Classificação
É uma ramificação das Línguas indo-arianas que por sua vez fazem parte das Línguas indo-iranianas, da grande família das Línguas indo-europeias. Os linguistas a classificam dentre as Indo-Arianas Leste, diferindo assim do Hindi, uma Indo-Ariana Central na sua origem. 

## Falantes
De acordo com Censo da Índia de 2001, 12.719.122 pessoas então falavam o maitili, mas algumas organizações defendem que a quantidade real seja bem maior. “SIL international” estima que os falantes sejam da ordem de 35 milhões. Com um ativo movimento exigindo um Status Oficial para a língua conseguiu incluí-la em 2003, conforme Anexo 8 da Constituição da Índia de 2003, como uma das 22 línguas oficiais do país. Com isso vem sendo usada na educação, no governo e em diversos contextos oficiais, tendo uma grande herança cultural e literária.
"Grierson acreditava que o maitili e seus dialetos podem ser claramente classificados com a lingua de toda a população dos distritos de Darbhanga e Bhagalpur e a boa parte da população de Muzafarpur, Monghyer, Purnea e Santhal Parganas.".

## Escrita
Maitili foi tradicionalmente escrita na dita “escrita maitili” (também chamada de Tirhuta, Mithilaksha) e também na escrita Kaithi. Porém, mais recentemente vem sendo mais usada a escrita devanágari. Está em andamento um esforço especial, tendo sido submetidas propostas, para preservar escrita tradicional maitili, desenvolvendo a mesma para uso na “mídia” digital, codificando a mesma em padrão Unicode.

## Literatura
A literatura maitili é muito rica, sendo sua mais importante figura literária o poeta Vidyapati, ao qual é atribuído o mérito deser o “pai da lingua maitili” (algo como Dante para o Italiano e Chaucer para o Inglês). A Vidyapati e à qualidade de suas poesias se deve a influência sobre o Marajá de Darbhanga para tornar o maitili a lingua oficial do estado, em substituição ao Sânscrito, língua sagrada que distanciava o povo do governo e de suas funções. A narrativa folclórica Abahatta foi escrita em maitili e obras mais antigas na língua são a “Varna” Ratnakar escrita em 1324 por Jyotirishwar Thakur.
O maitili assumiu sua condição atual depois que o linguísta e servidor público irlandês Sir George Abraham Grierson pesquisou o folclore maitili e produziu uma gramática. Em maio de 2010, a Wycliffe International concluir a tradução do Novo Testamento Grego para o maitili. Alguns importantes escritores maitili recentes foram Hari Mohan Jha (Khattar Kaka), Rajkamal Chaudhar do Bheeki Peedhi Movement, Surendra Jha Suman (Dattavati)), Nagarjun, Lalit (Prithviputra), Sudhanshu Shekhar Chaudhari (Bhafayit Chhahak Jinagi)), Manipadm (Lorik Vijay)), Mantreshwar Jha (Katek Daaripar). Alguns, como Upendra Nath Jha, engenheiro de profissão, contribuíram de forma venerável para a moderna literatura maitili. "Doo Patra", sua mais famosa obra, fez emergir o lado bom e o mau da sociedade maitili.
Em 2003, maitili foi reconhecida na Seção VIII da Constituição da Índia como tendo status de uma das principais línguas do país, sendo hoje uma 22 línguas Nacionais da Índia. Porém, em 1965 já era aceita como língua literária pela “Academia Sahity”, tendo desde essa data recebido premiações todos os anos, desde essa data. Também houve premiações para traduções de obras escritas em outros idiomas para o maitili.

## História

### Antigo  (1300-1600)
Com o fim do domínio pelo Império Budista Pala e do consequente desaparecimento do Budismo na região, mais o estabelecimento da dinastia ‘’karnāta’’ sob o comando de Harasimhadeva (1226-1324), Iyotirisvara Thakur (1280-1340) escreveu uma obra única, o Varnaratnākara, em puro maitili, a primeira prosa em escrita em língua do norte da Índia. Isso marcou o cultivo de uma literatura maitili desde um longo tempo passado, cujos frutos pareciam estar perdidos.
Em 1324, Guiaçadim Tugueluque, imperador de Déli invadiu Mitila, derrotou Harasimhadeva e entregou o território a seu familiar, um sacerdote brâmane maitili Kameshvar Jha. Nessa era de convulsão não se produziu nenhuma obra literária significativa até que Vidyapati Thakur (1360 - 1450), um poeta que marcou época, ascender à proteção de admiradores, o príncipe Xiva Sima e sua rainha LakhiMā Devi. Esse poeta produziu mais mil canções imortais em maitili, principalmente acerca dos esportes eróticos de Radha e Krishna e sobre a vida doméstica de Xiva e Parvati, bem como tratados diversos em Sânscrito sobre assuntos diversos. Suas canções de amor se espalharam por todos os lados ao longo do tempo para homens santos, poetas e jovens em geral.  Chaitanya Mahaprabhu percebeu divinas luzes do amor por detrás dessas canções, as quais logo se tornaram temas da seita Vaisnava de Bengala. Rabindranath Tagore imitou algumas dessas composições sob o pseudônimo Bhanusimha. Vidyapati influenciou a literatura religiosa de Asama, Vanga, Utkala. 
Com a invasão de Mitila pelo Sultão de Johnpur, Delhi e a morte de Xiva Sima em 1429, o domínio sobre Oinibar se enfraqueceu e a atividade literária se deslocou para o norte, onde hoje é o Nepal.

### Médio (1600-1860)
Quando Mahesh Thakur, um grande Pandit da família Khandvala de brâmanes maitili foi nomeado como chefe feudal de Mitila então sob o Império Mogol. Assim, a atividade literária teve um grande momento em três dimensões, dança, drama e música, tudo na cultura maitili. Depois de um hiato de quase dois séculos, o maitili ganhou um drama denominado pārijātaharaṇa, escrito por Umapati Upadhyaya.  Um grande número de trupes profissionais, principalmente da casta de dalis, chamados então de “Kirtania, cantores de “ bhajan” (canções devotas), começaram a apresentar  esse drama para o público em geral e para os nobres da corte.. 
Uma grande quantidade de cânticos devocionais por alguns famosos santos “vaisnava” como  Govendadas (meados século XVII), um dos mais brilhantes, somente comparável a Vidyapati. Também houve a obra filosófica Gaudiia Vaisnava escrita por Chaitanya Mahaprabhu  também escrita em maitili, bem como o Rāgatarangni of Lochana (1575-1660), significativo tratado sobre a ciência da música, com descrição de “rāgas” e “tālas” com textos na língua maitili. 
A lingua oficial da Dinastia Mall foi o maitili, que se expandiu muito pelo Nepal durante os séculos XVI e XVII, quando houve uma produção de cerca de 70 dramas escritos em maitili. Como curiosidade cita-se que no drama Harishchandranrityam de Sidinaraianadeva (1620-57) alguns personagens falavam maitili, enquanto que outros falavam Bengali, Sânscrito e Pàcrito. A tradição Nepali apresenta ligações com o Anukiya Nāta em Assão e o Jatra em Bengala.

### Moderno (1860-hoje)
Com o fim do reinado do Raj Maheshvar Singh, soberano de Darbhanga em 1860, o Raj foi preso pelo Governo Britânico por ato das cortes judiciais. Com a posse do novo Raj foi Maharaj Lakshmishvar Singh em 1898, uma plêiade de “Pandites” se reuniram em torno do soberano e com suas obras enriqueceram a língua maitili. Alguns foram M.M. Dr. Sir Ganganath Jha, M.M. Parameshvar Mishra, Chanda Jha, Munshi Raghunandan Das..
A publicação das obras maitili Hita Sadhana (1905), Mithila Moda (1906) e Mithila Mihir (1908) encorajou os escritores. Uma primeira organização social para desenvolver a língua e sua literatura, a Maithil Mahasabha, se estabeleceu em 1910, à qual se seguiram diversas outras organizações similares. A Maithil Mahesabha foi a primeira a lutar pelo reconhecimento do maitili com língua oficial. Estudos de eméritos linguistas como Geoge Abraham Grieson, Suniti Kumar Chatterjee, deram apoio técnico a essa demanda e a Universidade de Calcutá veio a reconhecer a língua em 1917. Daí, outras Universidades seguiram o reconhecimento da língua maitili. 